# Nick Tate
Nicholas John Tate (* 18. Juni 1942 in Sydney) ist ein australischer Schauspieler und Regisseur.

## Leben
Nick Tate wurde 1942 als Sohn des Schauspielerpaares John Tate und Neva Carr-Glyn geboren. So kam der junge Nick schon früh zum Theater und trat auch schon in jungen Jahren als Schauspieler auf. Zunächst zog es ihn aber mehr hinter die Kulissen und so nahm er eine Ausbildung zum Regisseur an. Doch Tate sollte schon bald die Seiten wechseln und vor der Kamera stehen.
1964 hatte er seine ersten Auftritte in australischen Fernsehserien. Nach der Scheidung seiner Eltern folgte er seinem Vater nach England, wo er auch zahlreiche Rollen in britischen Fernsehspielen bekam. 1975 trat er in der Rolle des Alan Carter in der Serie Mondbasis Alpha 1 auf, die seine bekannteste werden sollte. Er wird auch heute noch immer wieder auf diese Serie angesprochen. Nach Einstellung von Mondbasis Alpha 1 pendelte Tate immer wieder von England nach Australien hin und her, um in beiden Ländern Rollen anzunehmen. 1979 heiratete er Hazel Butterfield, das Paar bekam zwei Kinder. In den 1980er Jahren wechselte Tate auch häufig ins Theaterfach und nahm verschiedene Engagements an.
1991 hatte er eine kleinere Rolle in dem Steven Spielberg Film Hook.
Nick Tate ist auch ein gefragter Sprecher. Seine Stimme ist in vielen Kinotrailern zu hören.

## Filmografie (Auswahl)
Schauspieler
- 1965: My Brother Jack
- 1968: Tauchfahrt in die Hölle (Submarine X-1)
- 1971: Spyforce
- 1975: Mondbasis Alpha 1 (Space: 1999) (Fernsehserie)
- 1976: The devil’s Playground
- 1977: Summerfield
- 1978: Spazio: 1999, italienischer Kompilationsfilm zu Mondbasis Alpha 1
- 1978: Angriff auf Alpha 1, Kompilationsfilm zu Mondbasis Alpha 1
- 1979: Alien Attack – Die Außerirdischen schlagen zurück, Kompilationsfilm zu Mondbasis Alpha 1
- 1979: Danger UXB
- 1979: A place in the world
- 1981: Holiday Island
- 1982: Black Sun – Der Todesplanet greift an, Kompilationsfilm zu Mondbasis Alpha 1
- 1982: Cosmic Princess, Kompilationsfilm zu Mondbasis Alpha 1
- 1985: Ein Toter weiß zuviel (The empty beach)
- 1987: Olive
- 1987: Schrei nach Freiheit (Cry Freedom)
- 1987: Das Jahr meiner ersten Liebe
- 1988: The Alien Years
- 1988: Ein Schrei in der Dunkelheit (A Cry in the Dark)
- 1989: Police State
- 1989: Zurück vom River Kwai (Return from the River Kwai)
- 1990: Raumschiff Enterprise: Das nächste Jahrhundert (Fernsehserie, eine Folge)
- 1990: Final Exterminator (Alternativtitel: Steel and Lacy)
- 1991: Hook
- 1992: Lady Boss
- 1993: Silent Cries
- 1996: Das Rosenbett (Bed of roses)
- 1996: Mord ist ihr Hobby (Fernsehserie)
- 1998: Star Trek: Deep Space Nine (Fernsehserie, eine Folge)
- 2000: JAG – Im Auftrag der Ehre (Fernsehserie)
- 2002: Seconds to spare
- 2004: Lost (Fernsehserie)
- 2010: The Pacific (Fernsehminiserie)
- 2011: Killer Elite